# (8183) 1992 UE3
(8183) 1992 UE3 est un astéroïde de la ceinture principale découvert en 1992.

## Description
(8183) 1992 UE3 a été découvert le 22 octobre 1992 à Kushiro (Japon) par Seiji Ueda et Hiroshi Kaneda.

### Caractéristiques orbitales
L'orbite de cet astéroïde est caractérisée par un demi-grand axe de 2,85 UA, un périhélie de 2,65 UA, une excentricité de 0,07 et une inclinaison de 3,09° par rapport à l'écliptique. Du fait de ces caractéristiques, à savoir un demi-grand axe compris entre 2 et 3,2 UA et un périhélie supérieur à 1,666 UA, il est classé, selon la JPL Small-Body Database, comme objet de la ceinture principale.

### Caractéristiques physiques
(8183) 1992 UE3 a une magnitude absolue (H) de 13,3 et un albédo estimé à 0,243.